# Аска (реслер)
Канако Ураї (яп. 浦井 佳奈子, англ. Kanako Urai, нар. 26 вересня 1981 року) — японська професійна реслерка. Знаходиться на контракті з промоушеном WWE, де є членом ростеру бренду RAW і виступає під ринговим ім'ям Аска (Асука в японській транслітерації, яп. アスカ або яп. 明日華).
Раніше відома як Кана (яп. 華名), вона розпочала свою професійну кар'єру в 2004 році в промоушені AtoZ, де працювала до 2006 року. Повернулася на ринг у 2007 році, почавши працювати фрілансером у таких промоушенах, як JWP Joshi Puroresu, NEO Japan Ladies Pro-Wrestling, Pro Wrestling Wave, Reina Joshi Puroresu, Smash та Wrestling New Classic. Її досягнення там — чемпіонство JWP у відкритій вазі, чемпіонство Smash Diva та командне чемпіонство Wave.
У 2015 році Ураї підписала угоду про співпрацю з WWE, ставши першою японською реслеркою, яка підписала контракт з компанією за останні 20 років. У 2016 році вона виграла жіноче чемпіонство NXT (її рейн протривав 510 днів і став найдовшим в історії цього титулу), а в 2017 році Аска була переведена в основний ростер WWE. У 2018 році вона стала першою переможницею жіночого матчу Royal Rumble. Вона також є одноразовою чемпіонкою SmackDown, рекордною чотириразовою командною чемпіонкою WWE (двічі з Кайрі Сейн і по одному разу з Шарлотт Флер та Алексою Блісс — єдина жінка, яка виграла цей титул з трьома різними партнерами) та переможницею жіночого матчу Money in the Bank 2020 року. Після здобуття титулу чемпіонки Raw, Асука стала третьою чемпіонкою Потрійної Корони і другою чемпіонкою Великого Шолома серед жінок. Вона вигравала цей титул ще двічі, ставши триразовою чемпіонкою WWE. Після перемоги в матчі Elimination Chamber у 2023 році вона стала єдиною жінкою в WWE, яка виграла матчі Royal Rumble, Money in the Bank та Elimination Chamber.
Ураї також працювала графічним дизайнером-фрілансером і журналістом по тематиці відеоігор, а завдяки співпраці з Microsoft отримала спонсорську підтримку від компанії і носить логотип Xbox 360 на своєму одязі. З 2019 року має власний YouTube-канал KanaChanTV, присвячений відеоіграм та лайфстайл-контенту.